# 깅코톡신
깅코톡신(Ginkgotoxin) 또는 4'-O-메틸피리독신(4'-O-methylpyridoxine, MPN)은 은행알의 독이다. 비타민 B6과 구조가 유사해 뇌전증 발작을 일으킨다. 그러므로 은행알을 너무 많이 먹으면 안된다.